# Ichthyaetus ichthyaetus

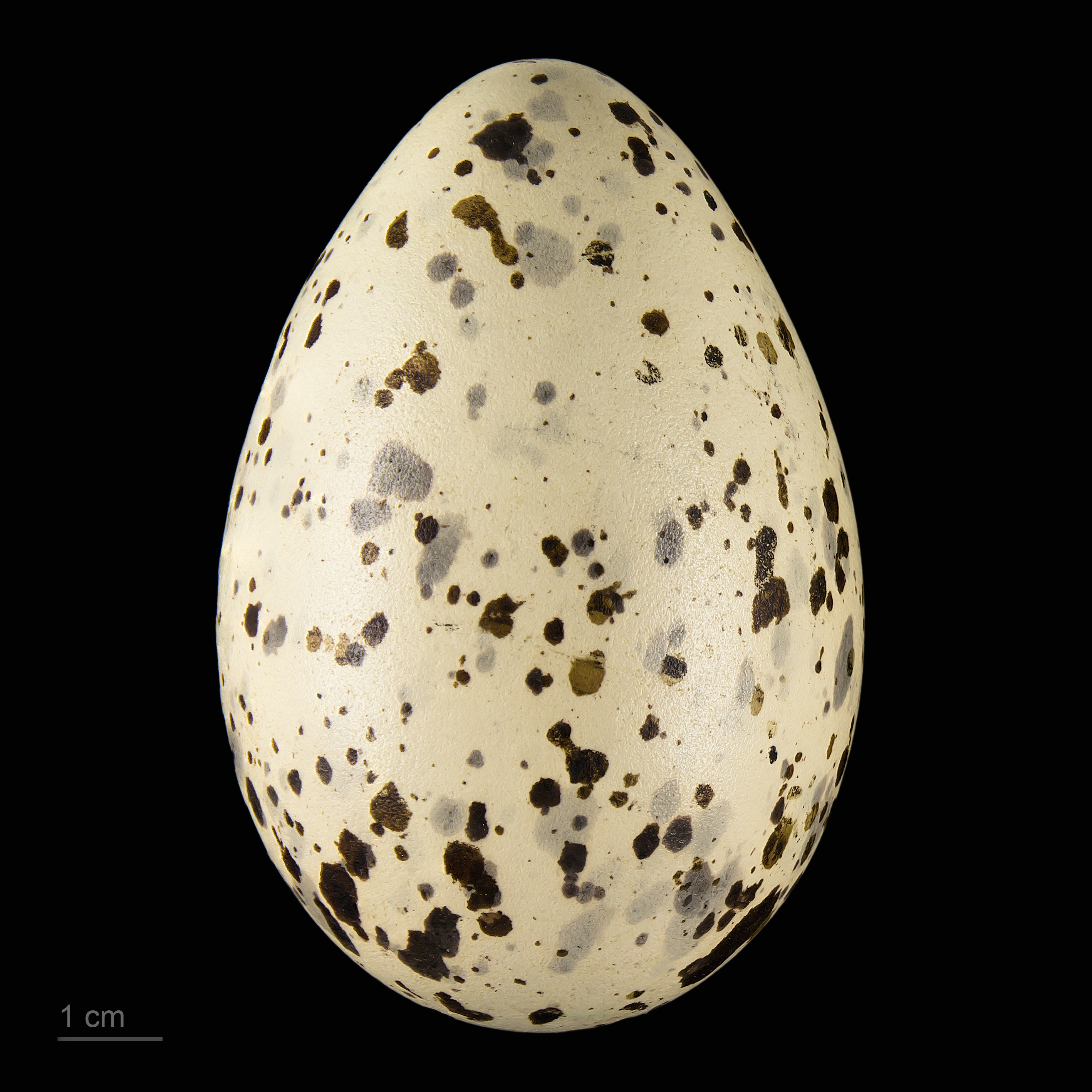
Larus ichthyaetus - MHNT

El gavión cabecinegro, gavión de cabeza negra o gaviota de cabeza negra (Ichthyaetus ichthyaetus) es una especie de ave charadriforme de la familia Laridae. 
La especie cría en marismas e islas desde el sur de Rusia a Mongolia. Es migratoria, inverna en el Mediterráneo oriental, Arabia y la India. 
Se puede encontrar en Europa occidental sólo como vagabundo raro. 
Se alimenta de peces, crustáceos, insectos e incluso pequeños mamíferos.
El gavión cabecinegro es una de las especies a las que se aplica el Acuerdo sobre la conservación de aves acuáticas migratorias (AEWA).